# Klínová forma
Sádrová forma klínová slouží k opakované výrobě odlitků.
Skládá z mnoha malých částí – klínků. Počet klínků závisí na složitosti formovaného modelu. Při velkém počtu klínků je nutno na klínky vytvořit tzv. kadlub (velký klín překrývající malé). Při odlévání jsou malé klíny vloženy do velkého a tak je možno vytvářet kvalitní odlitky. Klínová forma je složitá i pro nejzkušenějšího štukatéra.